# Jean-Louis Schlesser

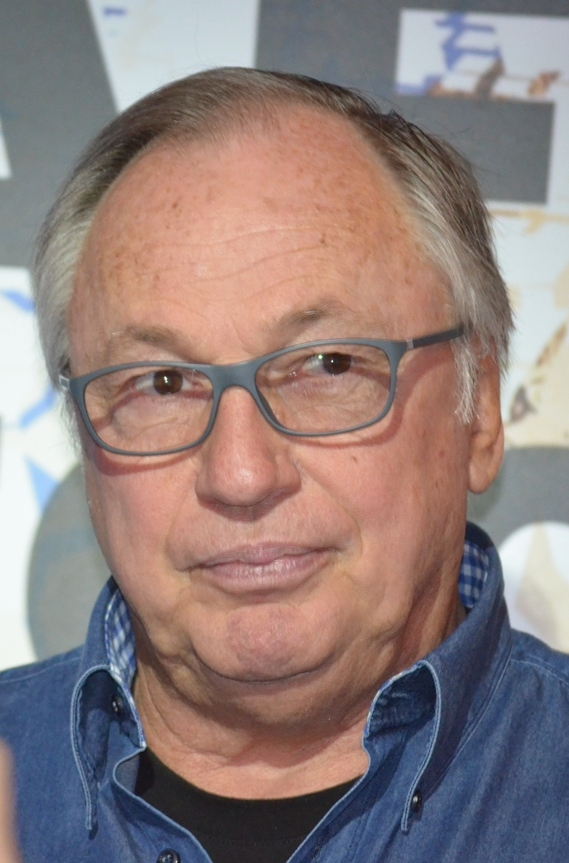
Jean-Louis Schlesser

Jean-Louis Schlesser (Nancy, Frankrijk, 12 september 1948) is een voormalig autocoureur uit Frankrijk. Hij nam in 1983 en 1988 deel aan twee Grands Prix Formule 1 voor de teams RAM Racing en Williams, maar scoorde hierin geen punten.
In de Grand Prix Formule 1 van Italië van 1988 kwam hij, als vervanger van Nigel Mansell die op dat ogenblik leed aan klierkoorts, enkele ronden voor het einde met zijn Williams-Judd FW12 in contact met de McLaren-Honda MP4/4 van Ayrton Senna die daardoor uitviel. Hiermee miste McLaren de kans om alle F1-races (16 GP's) van 1988 te winnen.
Hij is een neef van Jo Schlesser, eveneens een voormalig Formule 1-coureur.